# اوتوشیتسه
اوتوشیتسه (به چکی: Útušice) یک منطقهٔ مسکونی در جمهوری چک است که در شهرستان پلزن-جنوبی واقع شده‌است. اوتوشیتسه ۱۵٫۶۳ کیلومتر مربع مساحت و ۶۵۳ نفر جمعیت دارد و ۳۳۵ متر بالاتر از سطح دریا واقع شده‌است.